# Equipo femenino de gimnasia artística de los Países Bajos
El equipo femenino de gimnasia de los Países Bajos representa a los Países Bajos en las competiciones internacionales de la FIG.

## Historia
Holanda ha participado siete veces en la competición por equipos femeninos de los Juegos Olímpicos. Ha ganado una medalla de equipo, una de oro en 1928.

## Equipo
| Nombre              | Fecha de nacimiento (edad)         | Lugar de nacimiento |
| ------------------- | ---------------------------------- | ------------------- |
| Reina Beltman       | 9 de junio de 1996 (24 años)       | Hoorn               |
| Kirsten Polderman   | 16 de febrero de 2000 (21 años)    | La Haya             |
| Dyonnailys Supriana | 8 de junio de 1999 (21 años)       | Róterdam            |
| Eythora Thorsdottir | 10 de agosto de 1998 (22 años)     | Róterdam            |
| Mara Titarsolej     | 29 de agosto de 1999 (21 años)     | Arnhem              |
| Lisa Top            | 13 de agosto de 1996 (24 años)     | Gouda               |
| Noël van Klaveren   | 27 de noviembre de 1995 (25 años)  | Alphen aan den Rijn |
| Vera van Pol        | 17 de diciembre de 1993 (27 años)  | Weert               |
| Tisha Volleman      | 26 de octubre de 1999 (21 años)    | Eindhoven           |
| Lieke Wevers        | 17 de septiembre de 1991 (29 años) | Leeuwarden          |
| Sanne Wevers        | 17 de septiembre de 1991 (29 años) | Leeuwarden          |
| Sanna Veerman       | 29 de enero de 2002 (19 años)      | Volendam            |

## Resultados

### Juegos Olímpicos
- 1928 — 
Estella Agsteribbe, Jacomina van den Berg, Alida van den Bos, Petronella Burgerhof, Elka de Levie, Helena Nordheim, Ans Polak, Petronella van Randwijk, Hendrika van Rumt, Jud Simons, Jacoba Stelma, Anna van der Vegt
- 1936 — No participó
- 1948 — 5°
Cootje van Kampen-Tonneman, Lenie Gerrietsen, Jacoba Wijnands, Annie Ros, Anna Maria van Geene, Klara Post, Truida Heil-Bonnet, Dientje Meijer-Haantjes
- 1952 — 14°
Lenie Gerrietsen, Huiberdina Krul-van der Nolk van Gogh, Annie Ros, Tootje Selbach, Cootje van Kampen-Tonneman, Jo Cox-Ladru, Toetie Selbach, Nanny Simon
- 1956 — No participó
- 1960 — 14°
Bep van Ipenburg-Drommel, Lineke Majolee, Nel Fritz, Nel Wambach, Ria Meyburg, Ria van Velsen
- 1964 — No participó
- 1968 — No participó
- 1972 — 9°
Ans van Gerwen, Ans Dekker, Ikina Morsch, Nel van der Voort, Linda Toorop, Margo Velema
- 1976 — 11°
Ans Smulders, Jeannette van Ravestijn, Monique Bolleboom, Joke Kos, Ans Dekker, Carla Braan
- 1980 a 2012 — No participó
- 2016 — 7°
Eythora Thorsdottir, Céline van Gerner, Vera van Pol, Lieke Wevers, Sanne Wevers

### Juegos Europeos
- 2015 — 9°
Lieke Wevers, Lisa Top, Céline van Gerner

### Campeonato Mundial
- 2010 — 9°
Céline van Gerner, Joy Goedkoop, Marlies Rijken, Suzanne Harmes, Sanne Wevers, Yvette Moshage
- 2015 — 8°
Eythora Thorsdottir, Lieke Wevers, Tisha Volleman, Sanne Wevers, Mara Titarsolej, Lisa Top
- 2018 — 10°
Kirsten Polderman, Vera van Pol, Naomi Visser, Tisha Volleman, Sanne Wevers
- 2019 — 8°
Eythora Thorsdottir, Naomi Visser, Tisha Volleman, Lieke Wevers, Sanne Wevers

## Gimnastas más condecoradas
Esta lista incluye a todas las gimnastas artísticas neerlandesas que han ganado una medalla en los Juegos Olímpicos o en el Campeonato Mundial de Gimnasia Artística.
| Pos. | Gimnasta                | Equipo | AA | SC | BA   | VE        | SL   | Total en Olímpicos | Total en el Mundo | Total |
| ---- | ----------------------- | ------ | -- | -- | ---- | --------- | ---- | ------------------ | ----------------- | ----- |
| 1    | Sanne Wevers            |        |    |    |      | 2016 2015 |      | 1                  | 1                 | 2     |
| 2    | Estella Agsteribbe      | 1928   |    |    |      |           |      | 1                  | 0                 | 1     |
| 2    | Petronella Burgerhof    | 1928   |    |    |      |           |      | 1                  | 0                 | 1     |
| 2    | Elka de Levie           | 1928   |    |    |      |           |      | 1                  | 0                 | 1     |
| 2    | Helena Nordheim         | 1928   |    |    |      |           |      | 1                  | 0                 | 1     |
| 2    | Ans Polak               | 1928   |    |    |      |           |      | 1                  | 0                 | 1     |
| 2    | Jud Simons              | 1928   |    |    |      |           |      | 1                  | 0                 | 1     |
| 2    | Jacoba Stelma           | 1928   |    |    |      |           |      | 1                  | 0                 | 1     |
| 2    | Jacomina van den Berg   | 1928   |    |    |      |           |      | 1                  | 0                 | 1     |
| 2    | Alida van den Bos       | 1928   |    |    |      |           |      | 1                  | 0                 | 1     |
| 2    | Anna van der Vegt       | 1928   |    |    |      |           |      | 1                  | 0                 | 1     |
| 2    | Petronella van Randwijk | 1928   |    |    |      |           |      | 1                  | 0                 | 1     |
| 2    | Hendrika van Rumt       | 1928   |    |    |      |           |      | 1                  | 0                 | 1     |
| 14   | Renske Endel            |        |    |    | 2001 |           |      | 0                  | 1                 | 1     |
| 14   | Verona van de Leur      |        |    |    |      |           | 2002 | 0                  | 1                 | 1     |
| 16   | Suzanne Harmes          |        |    |    |      |           | 2005 | 0                  | 1                 | 1     |